# Alexandru Marinescu
Alexandru Marinescu (23 ottobre 1932) è un ex pallanuotista rumeno.
Ha fatto parte del Romania che ha partecipato al torneo di pallanuoto ai Giochi di Melbourne 1956.